# Spoiler (luchtvaart)

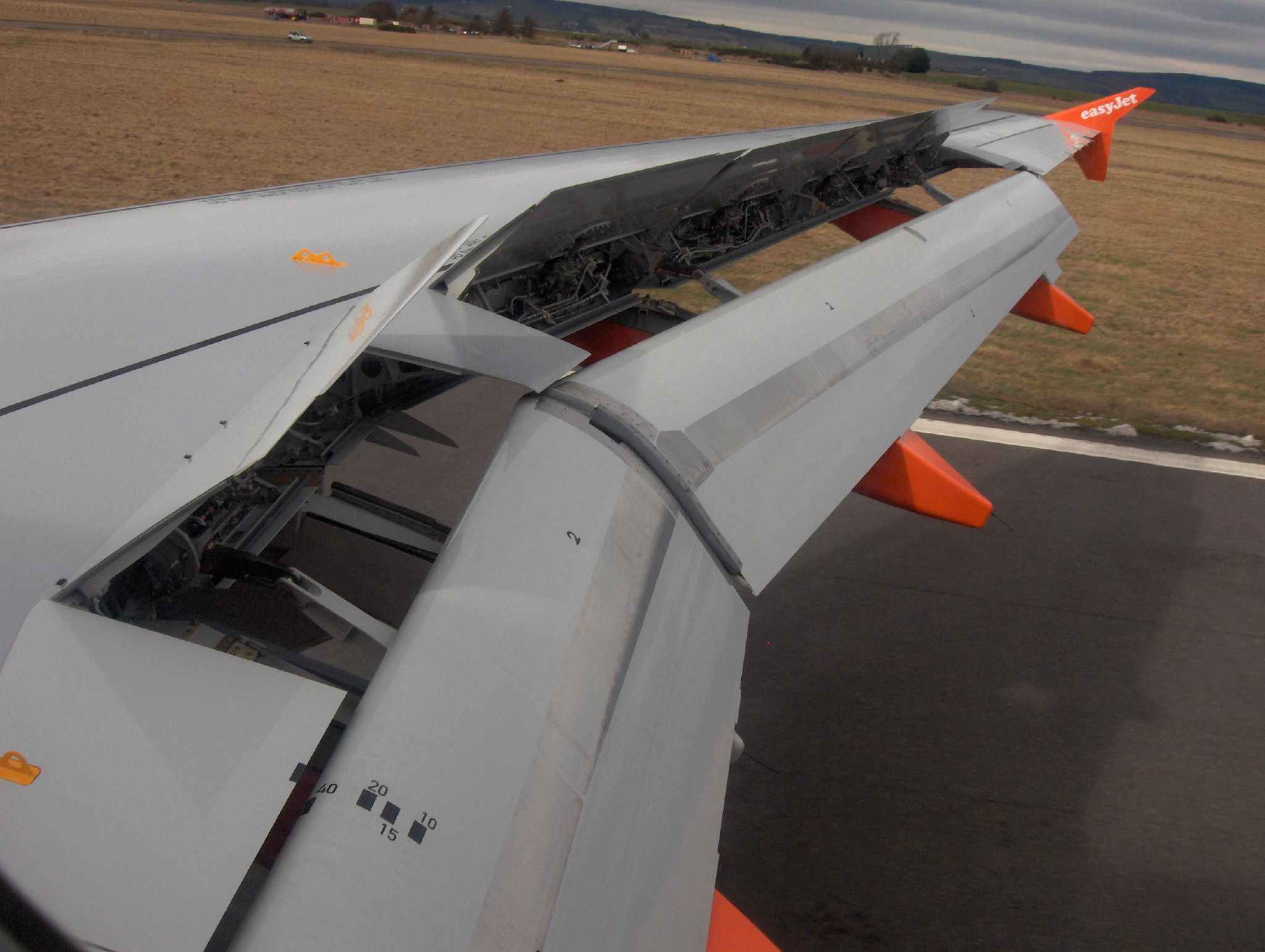
Airbus A319 met spoilers omhoog en flaps omlaag.

In de burgerluchtvaart worden spoilers (stoorkleppen) gebruikt om de luchtstroming over de vleugels te verstoren (Engels to spoil is verpesten, verstoren). Met behulp van spoilers wordt de luchtweerstand verhoogd en de lift, de kracht die het vliegtuig in de lucht houdt, verkleind. 
Spoilers worden in drie situaties gebruikt.
- Veel verkeersvliegtuigen kunnen spoilers gebruiken als remklep wanneer ze tijdens de daling extra snel hoogte of snelheid moeten verliezen.
- Sommige verkeersvliegtuigen zijn uitgevoerd met rolspoilers. In dat geval kunnen spoilers van beide vleugels onafhankelijk van elkaar uitklappen om zo een rol om de langs-as van het vliegtuig te initiëren.
- Vrijwel altijd worden spoilers ingezet bij de landing, direct na touch down. In beide vleugels komen dan een aantal platen omhoog, het aantal is afhankelijk van het vliegtuigtype. Doordat de lift wegvalt en de luchtweerstand verhoogd wordt, krijgt het vliegtuig makkelijker en sneller grip op de baan en wordt de remweg verkort. Bovendien wordt zo de kans dat door een onverwachte windstoot het vliegtuig weer losraakt van de baan tenietgedaan.

Bij vliegtuigen waarbij de spoilers alleen bij contact met de grond omhoog kunnen komen en niet bij de eerste twee situaties worden de spoilers vaak lift dumpers genoemd (zoals bij de Fokker 70).